# Андреевка (Грачёвский район)
Андреевка — посёлок в Грачёвском районе Оренбургской области в составе Верхнеигнашкинского сельсовета.

## География
Находится на расстоянии примерно 9 километров по прямой на восток-северо-восток от районного центра села Грачёвка.

## История
Возник в 1912 году. В 1928 году 29 дворов и 144 жителя.

## Население
Население составляло 113 человек (51 % русские, 42 % чуваши) по переписи 2002 года, 66 по переписи 2010 года.